# Signalisierung
Signalisierung (oder auch Zeichengabe) ist ein Überbegriff für die Abgabe von Zeichen (Signalen oder Nachrichten) in verschiedenen Bereichen der Kommunikation und Technik.
- im direkten zwischenmenschlichen Kontakt ein kurzer, auch nonverbal möglicher Hinweis (er signalisiert ihr seine Zustimmung)
- auf größere Distanz eine Nachrichtenübermittlung durch Blinkzeichen oder Ähnliches – z. B. grünes Licht (freie Fahrt), nautische Signalisierung zwischen Schiffen, oder alpines Notsignal
- sich signalisieren (veraltet für „sich bemerkbar machen“)
- Markierung wichtiger Stellen – z. B. bei Vermessungspunkten oder an Bauwerken; siehe Fluchtstab, Marker
- in der Schweiz auch allgemein für Ausschilderung, z. B. im Straßenverkehr
- in der Telekommunikation die Übertragung von Steuerinformationen.

## Signalisierung in der Telekommunikation

### Allgemeines
Signalisierung (englisch signalling) ist die Übermittlung von Information zu Steuerungszwecken. Im Bereich der Telekommunikation werden Steuersignale meist codiert übertragen. Sie werden auf der Empfangsseite mittels eines Signalisierungsprotokolls dekodiert und interpretiert.
Mit Hilfe der Signalisierung wird die Kommunikation innerhalb eines Telekommunikationsnetzes gesteuert. Dies kann bedeuten: die Steuerung einzelner Nachrichten, einzelner Kanäle, oder auch eines ganzen Telefonnetzes. Hauptzweck des Austausches von Signalisierungsinformationen ist es, Verbindungen zwischen Teilnehmern herbeizuführen, aufrechtzuerhalten und schließlich wieder abzubauen. Dabei können Teilnehmer Menschen oder Maschinen (Prozesse) sein.
Beim Verbindungsauf- und -abbau werden zudem auch teilnehmer- und netzspezifische Dienstmerkmale (zum Beispiel vermittlungstechnische Leistungsmerkmale) berücksichtigt. Innerhalb eines Telefonnetzes werden mit Hilfe von Signalisierungsprotokollen Verbindungstests, Messungen und Netzsteuerungsmaßnahmen durchgeführt (z. B. Lastverteilung, Umrouten bei Verbindungsausfällen oder bei Überlast).
Signalisierungsinformationen können umfassen:

Einfache Steuersignale zur Information des Benutzers sind zum Beispiel
- die Rufspannung als Anrufsignalisierung (Klingeln),
- das Einspielen von Hörtönen, z. B. das Zeichen „Teilnehmer besetzt“,
- das Übertragen der „gewählten Rufnummer“,
- die Übermittlung von Gebühreninformationen mittels Gebührenimpuls oder Advice of Charge.

Etwas komplexer ist die Signalisierung beziehungsweise die Übertragung von Informationen für Komfortfunktionen wie Rückruf bei Besetzt.
Noch wesentlich komplexer sind Signalisierungsinformationen etwa beim Aufbau von Mobilfunkverbindungen.

### Signalisierungsszenarien
Es gibt für viele Anwendungen Signalisierungsszenarien, die die Abfolge von Signalisierungsinformationen bei bestimmten Aktionen z. B. in Telefonnetzen beschreiben.
- Beispiel für Signalisierungsszenarien für Endgeräte: siehe ISDN-Verbindungsaufbau
- Beispiel für Signalisierungsszenarien in Telefonnetzen: siehe Telefongespräch